# 5bia
5bia, Phobia 2 (ห้า แพร่ง,Ha Prang) es una película de terror tailandesa, compuesta por cinco cuentos de terror: «Songyos Sugmakanan», «Banjong Pisanthanakun», «Parkpoom Wongpoom», «Poolvoralaks Visute» y «Purijitpanya Paween».

## Trama
Phobia 2 lleva a cabo cinco cuentos, traducidos al inglés como: Novice, Ward, Backpackers, Salvage, e In The End.

### Novice
De Paween Purijitpanya;
La historia se centra en un joven de 14 años; Pey, quien ha cometido un delito Pa-Hin (lanzaban piedras a coches que se acercan) con su compañero, Tee. Con el fin de mantener la noticia en baja, su madre decide que debe ser ordenado Pey para convertirse en un novicio budista para escapar del crimen que cometió como monjes no pueden ser arrestados. Si bien sigue siendo Pey desapercibido como un criminal por la ley, sus acciones en un santuario perturba una ceremonia que se llevó a cabo con el fin de "alimentar" a los fantasmas de los jóvenes sancionados. Además, es aquí donde ha flashbacks de la noche hizo que el accidente de su padre (y la muerte) por arrojar piedras contra su coche, confundiéndole con un conductor normal. Si bien la búsqueda de arrepentimiento, estaba siendo castigado por una presencia invisible lanzar piedras contra él hasta que llegue a estar gravemente desfigurada. Trata de llamar a su madre en busca de ayuda pero ella sólo oye un llanto agudo. Pey se transforma entonces en uno de los fantasmas, castigado por su crimen.

### Ward
De Visute Poolvoralaks;
Arthit es un adolescente juguetón que se bloquea su moto y fracturas en ambas piernas, que le obligaba a pasar la noche en un hospital. Él se mueve de la sala de emergencias en una habitación compartida, donde conoce a un anciano en estado de coma que ha estado esperando durante casi un mes para que su familia deciden tirar del enchufe en su apoyo a la vida. Está programado que la dejen ir al día siguiente, como a sus familiares por última necesidad de viajar de norte a verlo. Como la noche avanza, Arthit comienza a ver cosas extrañas, como una bandeja de comida que se deja para el viejo de repente desaparece. Trata de convencer a una enfermera para mover las habitaciones, pero en vano. A medida que la noche llega a su fin, el viejo de repente se levanta y Arthit ataques. Casi gana la ventaja cuando el viejo se vomita en la boca y la pantalla se funde a negro. A la mañana siguiente, cuando los controles enfermera Arthit, encuentra que el espíritu del viejo ha sido transferido a Arthit. parece que esta era la intención de la familia como son vistos saludando a sus salidas como en una silla de ruedas.

### Backpackers
De Songyos Sugmakanan;
Al graduarse, una pareja de japoneses jóvenes decidieron ir con mochila alrededor de Tailandia. Después de varios intentos fallidos de hacer autostop de la isla de Samui a Bangkok, que finalmente fueron rescatados por un camión. Sin embargo, todo el asunto no es tan simple como parece, en la situación va de la mano cuando el conductor se detuvo para ver el contenedor del camión. Fue entonces cuando un horrible verdad fue revelada.

### Salvage
De Parkpoom Wongpoom;
Nuch es un concesionario de automóviles. Ella se gana la vida mediante la reconstrucción de los coches dañados gravemente. Pero poco desprevenidos cazadores saben negociar, bajo la tapicería nueva y brillante pintado exterior son los coches con un pasado de horror. Una noche después de cerrar el coche del garaje descubre que su hijo ha desaparecido. Revisión de las cintas de cámaras de seguridad ve a su hijo subir dentro de un coche que ella compró hace poco pero en ninguna parte en las cintas le ha saliendo "Cementerio de Garaje", donde se sale con más de lo que pensabas.

### In The End
De Banjong Pisanthanakun;
Ter, Puak, Shin y AEY es la tripulación de la película de una próxima película de terror. Están disparando su última escena. En la última noche, Puak está tratando de ser cool y le dice a uno de los miembros del reparto enfermos que, "el espectáculo debe continuar". Por eso, cuando muere accidentalmente que la actriz durante el rodaje se asegura de volver de entre los muertos para terminar su papel. Los cuatro de ellos deben disparar la película que tiene un fantasma real en el papel de fantasma en la final.

## Reparto
- Novice:
  - Jirayu Laongmanee: Pey
  - Chumporn Theppitak: Monje superior
  - Ray MacDonald: Monk
  - Apasiri Nitibhon: Madre de Pey

- Ward:
  - Worrawech Danuwong: Arthit
  - Chartpawee Treechartchawanwong: Emfermera
  - Gacha Plienwithi: Anciano

- Backpackers:
  - Charlie Trairat: Joi
  - Sutheerush Channukool: Driver
  - Akiko Ozeki: Joven Japonesa
  - Theerneth YuKi Tanaka: Joven Japonés

- Salvage:
  - Nicole Theriault: Nuch
  - Peeratchai Roompol: Toey

- In The End:
  - Marsha Vadhanapanich: Marsha
  - Nuttapong Chartpong: Ter
  - Kantapat Permpoonpatcharasuk: Aey
  - Wiwat Krongrasri:Shin
  - Pongsatorn Jongwilas: Puak
  - Phijitra Ratsameechawalit: Gade
  - Nimitr Lugsameepong: Director

## Producción
La película está producida por ;GTH tailandesa GMM Hub; productora de cine tailandesa. Tras el capítulo anterior ha tenido mucho éxito la película "4bia" (alias "Ver-Prang").

## Lanzamiento
La película se estrenó el 9 de septiembre de 2009 en Tailandia, y es parte del San Diego Comic-Con Internacional de 2010.

## Recepción
Fue un gran éxito, con una recaudación de 15,5 millones de baht en su día de la apertura, y 64,4 millones de baht en su primera semana; la más alta de la historia para una película de Tailandia.